# BBC-Arena
Die BBC-Arena ist eine Mehrzweckhalle in der Schweizer Stadt Schaffhausen im gleichnamigen Kanton. Sie ist die Heimspielstätte des Handballvereins Kadetten Schaffhausen.

## Geschichte
Die 2011 fertiggestellte Halle fasst insgesamt 3'600 Zuschauer und wurde am 8. September 2011 beim Spiel Kadetten Schaffhausen gegen HSC Suhr Aarau offiziell eingeweiht. 1'330 Zuschauer verfolgten das Spiel. Am 15. März 2012 wurde ein Zuschauerrekord mit 3'400 Fans im Spiel der EHF Champions League gegen Atlético Madrid aufgestellt. Seitdem ist die Arena zu Highlights in der EHF European League und in den Finalspielen der Handball League regelmässig mit 3500 Zuschauern ausverkauft.

## Entstehung
Initiant für den Bau und Hauptgeldgeber ist der Schweizer Industrielle und Präsident der Kadetten Schaffhausen Giorgio Behr. Die Halle ist nach dem unter der Führung Giorgio Behr stehenden Schweizer Unternehmen Behr Bircher Cellpack BBC benannt. Die Halle gehört zum 22 Millionen CHF teuren Nationalen Handball-Trainings- und Leistungszentrum Schaffhausen (NHTLZ).

## Technische Daten
In der BBC-Arena können gleichzeitig auf drei Feldern mit den Massen 20 × 40 m Spiele ausgetragen werden. Diese internationalen Masse für Handball genügen auch für Grossfeld Unihockey und für Sportarten wie Volleyball oder Basketball mit weit kleineren Spielflächen. Die Halle kann in drei Hallen aufgeteilt werden. Halle B bietet rund 1'000 Zuschauern Platz, Halle C etwa 700 und Halle D 1'500.
- Nutzbare Fläche von 45 × 45 m im EG
- Ausfahrbare Tribünen mit Sitzplätzen für rund 2'400 Personen (inkl. fest installierte Plätze), erweiterbar durch Stehplatzrampe mit 12 Rängen um weitere rund 500 (einfache) Sitzplätze
- Stehplatzrampe für ca. 600 Personen
- Plattformen für rund 400 Personen
- Lounge der IWC im 2. OG
- Lounge der Schaffhauser Kantonalbank im 1. OG
- Bars im 1. und 2. OG
- Davidoff Lounge mit Lüftung und Raucherbalkon im 2. OG
- Garderoben, WC Anlagen, Medientribüne mit Arbeitsplätzen und TV Podest, Medienarbeitsplätze und Raum für Medienkonferenzen